# Raidul de la St Nazaire
Raidul de la Saint-Nazaire sau Operațiunea Chariot (carul de luptă) a fost un atac amfibiu încununat cu succes executat împotriva docului uscat puternic apărat Normandie de la Saint-Nazaire din Franța ocupată de Germania în cea de-a doua conflagrație mondială. Operațiunea a fost executată de Royal Navy și comandourile britanice sub comanda Cartierele Generale ale operațiunilor combinate pe 28 martie 1942. Misiunea a vizat șantierul naval St Nazaire deoarece distrugerea docului uscat ar fi forțat vasele de război germane care aveau nevoie de reparații, (precum cuirasatul Tirpitz), să facă drumul spre apele teritoriale germane în loc să folosească un adăpost sigur pe malul Atlanticului.
Un distrugător depășit moral, HMS Campbeltown, însoțit de 18 vase mai mici au traversat Canalul Mânecii spre Saint-Nazaire de pe coasta Atlanticului. Ajuns în fața docului uscat Normandie, distrugătorul a fost condus să execute o lovitură de berbec asupra porților docului. Distrugătorul a fost încărcat cu material explozibil, ascuns bine într-o carcasă de oțel și beton și care a fost detonat cu întârziere în aceeași zi. Explozia a scos docul din funcțiune pentru restul războiului și pentru următorii cinci ani de pace.
Membrii ai comandourilor britanice au debarcat pentru distrugerea instalațiilor și structurilor portuare. Artileria grea germană a scufundat, incendiat sau împiedicat deplasarea vedetelor destinate transportării soldaților britanici debarcați. Comandourile au fost obligați să lupte ca să își croiască drum spre interiorul teritoriului. Ei au fost obligați să se predea atunci când au fost încercuiți și și-au terminat muniția.
După raid, doar 228 de soldați din cei 622 debarcați s-au mai reîntors în Anglia. 169 dintre ei au fost uciși iar 215 au căzut prizonieri. Germanii au numărat peste 360 de morți, cei mai mulți uciși după raid, când Campbeltown a explodat. Pentru recunoașterea vitejiei lor, mebrii comandourilor au fost decorați cu 89 de medalii și ordine, printre care cinci Crucea Victoria. După război, raidul de la St Nazaire a fost una dintre cele 38 de bătălii care au fost înscrise pe drapelul de luptă la comandourilor. Operațiunea aceasta a devenit cunoscută în rândurile militarilor britanici ca „Cel mai mare raid dintre toate”.

## Cadru general
Saint-Nazaire este plasat pe malul de nord al Loarei, la 400 km depărtare de cel mai apropiat port britanic. Orașul avea o populație de 50.000 de locuitori în 1942. Portul St Nazaire avea un bazin exterior cunoscut ca avanport, format din două diguri, care înaintau în apele Atlanticului. De aici se înainta spre ecluza care controla nivelul apelor din Bassin de St Nazaire, care rămânea neafectat de maree.
În spatele acestui bazin se afla un doc interior mai mare numit Bassin de Penhoët, în care puteau intra vase de până la 10.000 t. Exista de asemenea o intrare mai vechie în Bassin de St Nazaire, aflat la nord-vest de docul uscat Normandie. Acest doc fusese construit să adăpostească pachebotul SS Normandie și fusese, în momentul finalizării în 1932, cel mai mare doc uscat din lume. "Vechiul Mol" înainta în Loara la jumătatea distanței dintre digul sudic al avanportului și vechea intrare în bazin.
Pe 24 mai 1941, a avut loc în Strâmtoarea Danemarcei o bătălie navală dintre cuirasatul Bismarck și crucișătorul greu Prinz Eugen ale Germaniei Naziste pe de-o parte și cuirasatul Prince of Wales și crucișătorul de linie Hood. Hood a fost scufundat, iar cuirasatul Prince of Wales a fost forțat să se retragă, după ce a fost avariat. Comandantul lui Bismarck, avariat la rândul lui, i-a cerut celui de pe Prinz Eugen să își continue de unul singur misiunea, în vreme ce primul urma să se îndrepte spre portul francez St Nazaire, care era singurul port la Atlantic cu un doc uscat cu dimensiunile suficient de mari pentru ca să permită începerea reparațiilor. Bismarck a fost interceptat de britanici și scufundat în largul Atlanticului.
Divizia de informații a Marinei britanice a propus inițial un raid de comando asupra docurilor la sfârșitul anului 1941. Când cuirasatul Tirpitz a fost declarat operațional în ianuarie 1942, Royal Navy și Royal Air Force (RAF) erau în plin proces de elaborare a planurilor pentru distrugerea lui. Planificatorii din Combined Operations Headquarters verificau toate scenariile posibile în cazul în care Tirpitz ar fi scăpat de blocada navală și ar fi ajuns în Atlantic. Planificatorii britanici au ajuns la concluzia că singurul port capabil să găzduiască Tirpitz era St Nazaire, în special în cazul în care, la fel ca în cazul lui Bismarck, ar fi fost avariat în timpul misiunii și ar fi avut nevoie de reparații. Ei au ajuns la concluzia că dacă docul de la St Nazaire ar fi fost distrus, germanii nu ar mai fi trimis Tirpitz în Atlantic.

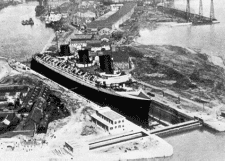
SS Normandie în docul care îi purta numele

Combined Operations a examinat toate opțiunile pentru distrugerea docului. În această fază a războiului, guvernul britanic încă mai încerca să evite pierderile de vieți omenești din rândurile civililor. Datorită acestui fapt, un atac aerian executat de RAF nu a fost luat în considerație datorită lipsei de precizie a bombardamentelor din acea perioadă.
Special Operations Executive a fost chestionat cu privire la capacitatea agenților săi de executarea a unui atac cu șanse de succes împotriva porților docului. SOE a răspuns că misiunea depășește capacitățile sale datorită greutății foarte mari a materialului exploziv pe care militarii trebuiau să îl transporte. Royal Navy nu era la rândul ei capabilă să organizeze un atac, deoarece St Nazaire se afla la 8 km (5 mile) de vărsarea în mare a Loarei. Orice navă suficient de mare ca să distrugă docul ar fi fost detectată cu mult înainte de a se apropia suficient de mult pentru ca să deschidă focul cu artileria navală.
Planificatorii au verificat posibilitatea ca o forță de comando să fie capabilă să execute misiunea. În martie 1942 aveau loc fluxuri cu o amplitudine neobișnuit de mare, care ar fi permis unui vas ușor să depășească bancurile de nisip din estuar și să se apropie de docuri, ocolind canalul principal puternic apărat. Calea aleasă nu era suficient de adâncă pentru ca să permită accesul unui vas de debarcare al infanteriei, dar militarii au considerat că un distrugător putea fi ușurat suficient de mult pentru ca pescajul său să îi permită să intre în apele puțin adânci.

## Planul
Scopul raidului era distrugerea a trei obiective: docul Normandie, porțile vechi ale Bazinului St Nazaire și instalațiile de pompare a apei și instalațiile auxiliare, plus submarinele și alte vase militare din port. Planul inițila la Combined Operations prevedea folosirea a două distrugătoare a căror structură să fie sufient de mult ușurată. Primul, încărcat cu material explosiv, trebuia să lovească frontal în porțile docului.
Comandourile de la bord trebuiau după aceasta să debarce și, cu ajutorul încărcăturilor explozive, să distrugă instalațiile din apropierea docului, proiectoarele de căutare și bateriile de artilerie. După atacul terestru, distrugătorul trebuia aruncat în aer, iar a doua navă trebuia să evacueze marinarii și militarii comandourilor. În același timp, RAF trebuia să execute o serie de raiduri aeriene de diversiune în zonă.

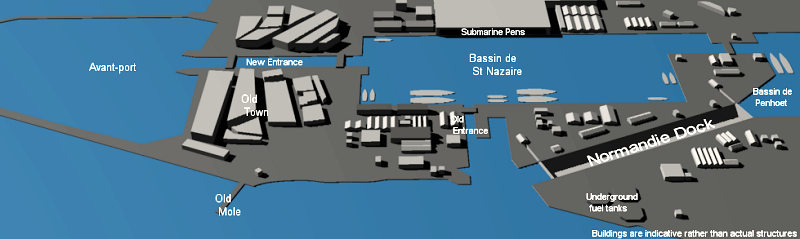
Docurile de la St Nazaire în 1942.

Când planul a fost prezentat Amiralității, responsabilii navali au refuzat să îl sprijine. Pierderea sigură a unui distrugător și probabilă a celui de-al doilea pentru distrugerea unui doc a fost considerată inacceptabilă. Ei au sugerat folosirea unui vas al Forelor Franceze Libere – distrugătorul Ouragan – și a unei flotile de vedete rapide pentru transportul și evacuarea comandourilor.
Aprobarea pentru misiunea care a primit numele de cod Chariot a fost dată pe 3 martie 1942. Folosirea unui vas al Franței Libere implica utilizarea utilizarea luptătorilor francezi evacuați în Anglia și creștea periculos de mult numărul celor care erau la curent cu raidul. Prin urmare, factorii de decizie britanici au hotărât ca marina britanică să folosească unul dintre distrugătoarele proprii. În același timp, RAF s-a plâns că raidurile aveau să utilizeze la maxim resursele de care dispunea. Numărul de avioane repartizate de RAF Bomber Command a fost redus de mai multe ori până la declanșarea operațiunii. Raidurile aeriene au fost complicate și mai mult de premierul britanic Winston Churchill, care a cerut ca bombardamentele să vizeze doar țintele foarte clar identificate.
Combined Operations Headquarters a lucrat la pregătirea atacului cu mai multe organizații pentru obținerea informațiilor secrete. Divizia de informații navale a strâns date din diferite surse. Un plan detaliat al orașului St Nazaire a fost oferit de Secret Intelligence Service, iar informațiile cu privire la aritleria de coastă au fost oferite de biroul de contrainformații ale Cabinetului de Război. Informațiile cu privire la docuri au fost obținute prin jurnalele tehnice din perioada interbelică.
Centrul Operațional al Royal Navy a selectat un program de deplasare bazat pe informațiile despre localizarea câmpurilor de mine și despre semnalele de recunoaștere obținute prin decritarea mesajelor „Enigma” precum și despre informațiile cu privire la patrulele Luftwaffe oferite de departamentul de spionaj al Ministerului Aerului. Când toate planurile au fost finalizate iar coordonarea în timp a fost stabilită, planificatorii au apreciat că raidul nu va dura mai mult de două ore. Militarii comandourilor și echipajul de pe Campbeltown trebuiau să se îmbarce pe vedetele rapide Cheiul Vechi și să se reîntoarcă la baze.

## Forțele participante la raid

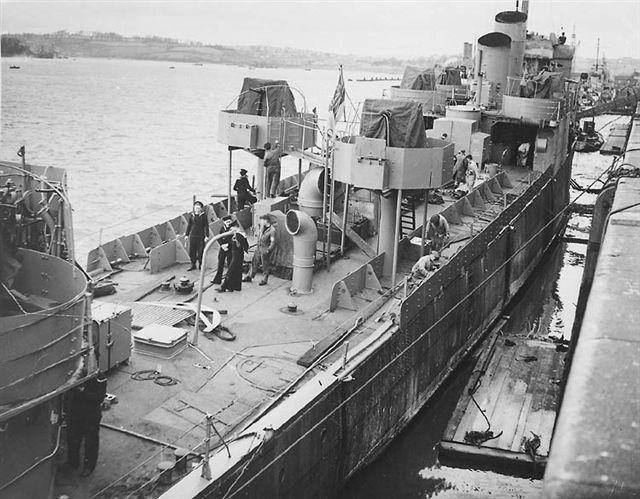
HMS Campbeltown în timpul lucrărilor de modificare pentru raid.

Planul refăcut al Combined Operations presupunea folosirea unui distrugător care să lovească frontal porțile doucului și mai multe vase mici care să transporte comandourile. Royal Navy trebuia prin urmare să asigure cel mai important contingent pentru raid, marinarii fiind puși sub comanda comandantului Robert Ryder. Vasul selectat pentru lovirea porților docului a fost HMS Campbeltown comandat de locotenent comandorul Stephen Halden Beattie. Campbeltown era un distrugător din timpul primei conflagrații mondiale, fiind lansat la apă în 1919 în SUA de către Forțele Navale Americane ca USS Buchanan. El a intrat în serviciul britanicilor în 1940, fiind unul dintre cele 50 de distrugătoare transferate în Regatul Unit în baza programului Destroyers for Bases Agreement.
Modificare Campbeltown pentru raid a luat zece zile. Vasul a trebuit să fie ușurat pentru ca să i se scadă pescajul, ceea ce avea să îi permită să depășească bancurile de nisip din estuar. Pentru aceasta, au fost demontate toate compartimentele interioare. În timpul lucrărilor, au fost îndepărtate cele trei tunuri de 100 mm, tuburile lansatoare de torpile și de dispozitivele de lansare a grenadelor de adâncime. Tunul frontal a fost înlocuit cu unul mai ușor de 3”. Au fost instalate opt tunuri automate Oerlikon de 20 mm pe niște postamente înalte pe punte. Turnul de comandă și timoneria au fost blindate suplimentar, iar de-a lungul bordurilor vasului au fost montate blindaje suplimentare pentru protecția comandourilor, care trebuiau să călătorească pe punte.
Două dintre cele patru coșuri de fum au fost demontate, iar cele două din față au fost tăiate sub un ungi de 45o, pentru ca să semene cu cele ale distrugătoarelor germane. În zona provei au fost plasate încărcături explozive care însumau 4,5 t, protejate de pereți de beton. S-a luat hotărârea ca încărcăturile explozive să fie detoante cu întârziere după ce comandourile părăseau zona protului. Pentru ca să îi împiedice pe germani să remorcheze vasul în larg, echipajul distrugătorului trebuia să sabordeze nava mai înainte de a o părăsi. Dacă distrugătorul ar fi fost distrus sau scufundat mai înainte ca să ajungă la docuri, cele patru vedete rapide trebuiau să preia echipajul și comandourile și le transporte până la țărm. Încărcătura explozivă trebuia preluată și ea, plasată în locul potrivit și regaltă să explodeze după ce ultima vedetă părăsea zona.

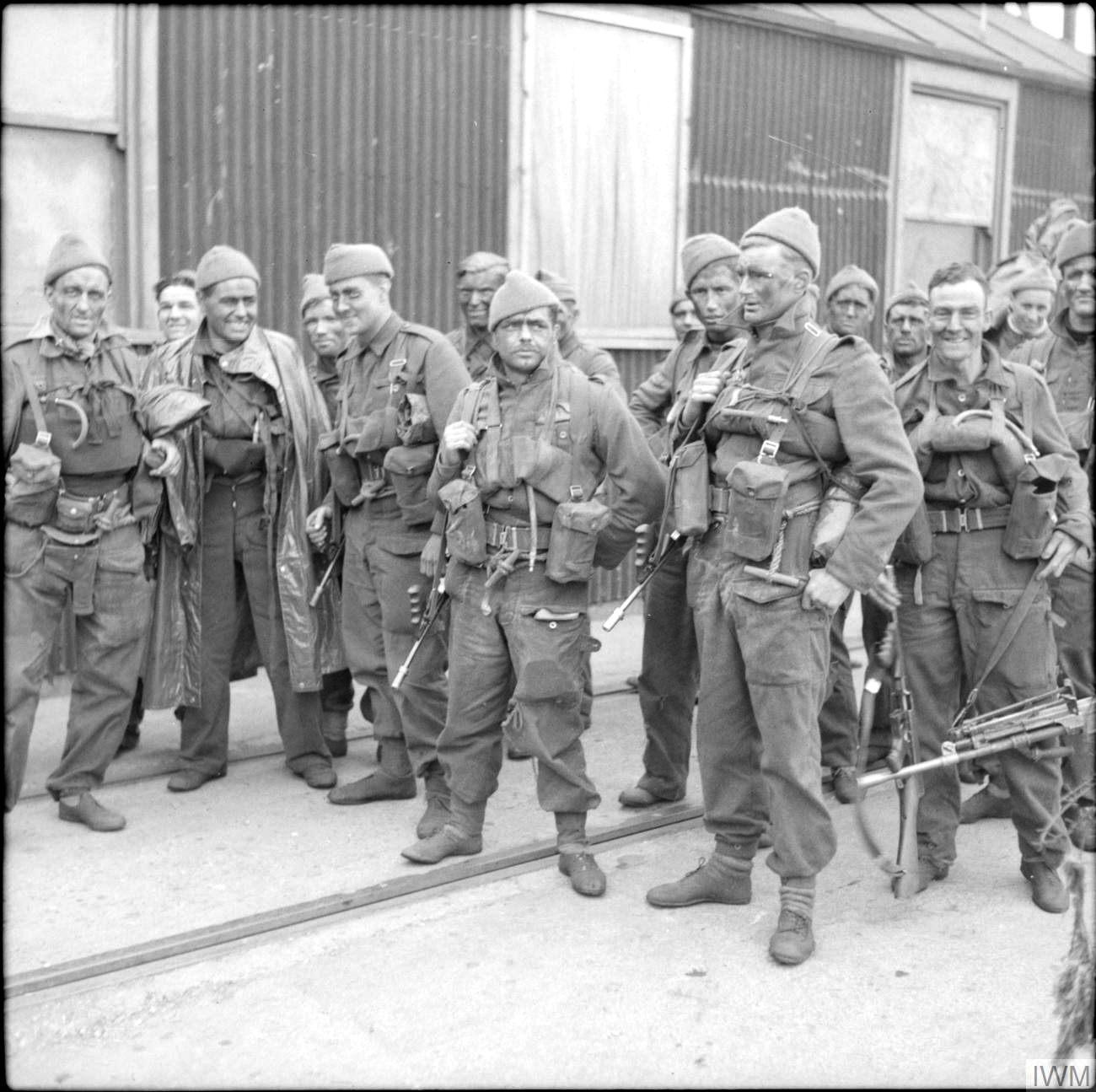
Membri ai comandourilor britanice, fotografie din1942.

În cadrul operațiunii au mai participat două distrugătoare din clasa Hunt – HMS Tynedale și HMS Atherstone – care trebuiau să escorteze forța de atac spre Franța și înapoi spre baze, iar pe timpul raidului să rămână la o distanță sigură în larg. O vedetă rapidă (MGB 314) a fost desemnată ca punct de comandă, la bordul ei aflându-se comandantul raidului și cel al unităților de comando. O altă vedetă rapidă (MTB 74), comandată de sublocotenentul Michael Wynn, avea două sarcini de îndeplinit. Dacă porțile exterioare ale docului Normandie erau deschise, trebuia să torpileze porțile interioare. Dacă porțile exterioare erau închise, trebuia să torpileze porțiel de la întrarea veche în bazinul St Nazaire.
Pentru sprijinirea comandourilor au fost desemnate 12 vedete rapide Fairmile B din cadrul Flotilelor a 20-a și a 28-a. aceste vedete au fost înarmate suplimentar cu câte două tunuri automate Oerlikon 20 mm montate la cele couă captele ale lor, pentru suplimentarea puterii de foc asigurate de cele două mitraliere Lewis din dotarea standard. Chiar la sfârșitul pregătirilor pentru atac au fost adăugate patru vedete rapide din cadrul Flotilei a 7-a. Aceste două vase erau dotate cu câte două torpile. Aceste vedete nu trebuiau să fie folosite pentru tranportul trupelor, ci pentru atacarea vaselor germane aflate în estuar. Toate vedetele au fost dotate cu cârte un rezervor suplimentar de combustibil de 500 galoane pentru creșterea razei de acțiune. Submarinul din clasa S HMS Sturgeon trebuia să plece mai înainte, să fie pe poziție și să îndeplinească funcția de baliză de navigație pentru convoiul care naviga în estuarul Loarei. Ofițerul selectat pentru conducerea comandourilor a fost locotenent-coloneul Charles Newman. Cel mai numeros contingent, 173 de oameni, era parte a Comandoului nr. 2. Cartierul general al Special Service Brigade a folosit raidul pentru pregătirea în condiții de luptă a unităților proprii – comandourile 1, 3, 4, 5, 9 și 12 cu un total de 92 de oameni.
Comandourile au fost împărțite în trei grupuri. Primul și al doilea s-au deplasat cu vedetele rapide. Cel de-a treilea a fost îmbarcat pe Campbeltown. Aflat sub comanda căitanuliu Hodgeson, primul grup trebuia să cucerească și apere vechiul dig și să elimine tunurile antiaeriene din partea de sud a bazinului. Mai apoi, trebuiau să se deplaseze în oraș și să distrugă stația electrică, podurile și porțile intării noi în bazin din avantport.. Cucerirea molului era un obiectiv de primă importanță, aici fiind punctul de evacuare după executarea misiunii.
Grupul al doilea comandat de căpitanul Burn trebuia să debarce la intrarea veche în bazinul St Nazaire. Obiectivele lor erau distrugerea tunurilor antiaeriene din zonă și a cartierului general german, să distrugă porțile și podurile de la întrarea veche în bazin și să le apere împotriva unor eventuale contaatacuri din zona bazei submarinelor. Grupul al treilea comandat de maiorul William 'Bill' Copland era și adjunctul comandantului forțelor de comando. Ei trebuiau să asigure siguranța din jurul vasului Campbeltown, să distrugă pompele pentru evacuarea apei din ecluză, instalația pentru deschiderea porților și rezervoarele de combustibil din apropiere. Fiecare dintre cele trei grupuri erau împărțite în echipe de asalt, demolări și protecție. Echipele de asalt trebuiau să curețe drumul celorlalte două. Echipele de demolare, care transportau încărcăturile explozive, erau înarmați doar cu arme ușoare de infanterie.
În timpul planificării operațiunilor comandourilor, un sprijin important a venit din partea căpitanului Bill Pritchard din cadrul Corpului Geniștilor Regali care, în perioada interbelică, lucrase ca stagiar în șatierele navale ale companiei GWR și al cărui tată a fost căpitanul docurilor din Cardiff. În 1940, în timp ce activa în cadrul Corpului Expediționar Britanic din Franța, a avut ca sarcină să cerceteze procedeele prin care puteau fi distruse porturile franceze mai înainte ca acestea să fie capturate de germani. unul dintre porturile pe care le-a studiat a fost și St Nazaire. Pritchard a prezentat un raport cu privire la metodele de distrugere a docurilor.

## Forțele germane

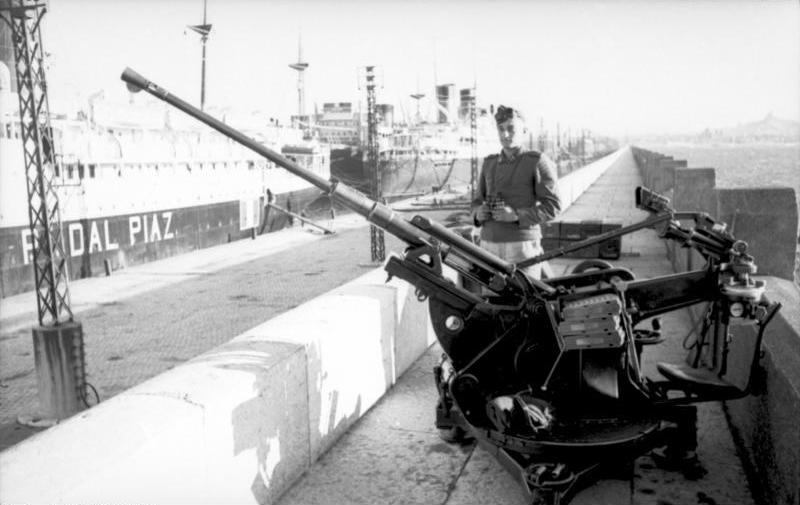
Tun antiaerian german de 20 mm.

Germanii aveau în St Nazaire și în zona învecinată aproximativ 5.000 de militari. Portul era apărat de Batalionul de artilerie navală 280 sub comanda căpitanului de marină Edo Dieckmann. Batalionul era dotat cu 28 de tunuri de calibre diferite, de la 75 mm la tunuri montate pe vagoane de cale ferată de 280 mm, toate plasate în poziții de tragere care să acopere toate căile de acces către port. Batalionul era sprijinit în misiunea sa de tunurile și proiectoarele de căutare lae Brigăzii de artilerie antiaeriană a Marinei sub comanda căpitanului de marină Karl-Konrad Mecke.
Brigada ara echipată cu 43 de tunuri antiaeriene cu calibre dce la 20 la 40 mm. Aceste tunuri aveau un rol dublu, atât pentru apărarea antiaeriană cât și pentru apărea de coastă. Multe dintre piesele de artilerie erau plasate în locașuri betonate aflate pe acoperișurile bazei de submarine submarinelor și a altor instalații portuare ale acesteia din urmă.
Companiile desemnate pentru apărarea portului erau responsabile pentru apărarea instalațiilor portuare și a vaselor de suprafață și a submarinelor ancorate în port. Aceste companii și vasele aferente folosite pentru patrularea pe râu erau sub comanda comandantului de corvetă Kellerman. Divizia de infanterie a 333-a era responsabilă de apărarea litoralului dintre St Nazaire și Lorient. Divizia nu avea trupe încartiruite în oraș, ci în satele din apropiere, de unde puteau fi deplasate rapid pentru ca să respingă orice atac asupra portului.
Kriegsmarine dispunea de obicei de trei vase de suprafață în estuarul Loarei – un distrugător, un trauler înarmat și un dragor de mine, ultimul fiind destinat apărării portului. În noaptea raidului, în zonă se mai aflau și alte patru vase militare și zece dragoare de mine din flotilele 16 și 42 ancorate în bazinul portuar și două petroliere ancorate în docul Normandie. Flotilele a 6-a și a 7-a de submarine își aveau baza permanentă în port. Nu se cunoaște numărul total al submarinelor care se aflau în port în ziua atacului. Baza de submarine fusese inspectată doar cu o zi mai înainte de amiralul Karl Dönitz. Amiralul l-a întrebat pe unul dintre comandanții de flotilă cum ar reacționa dacă baza ar fi ținta unui atac al comandourilor britanice. acesta din umră a răspuns că „un atac asupra bazei ar fi riscant și foarte improbabil”.

## Raidul

### Drumul spre obiectiv
Cele trei distrugătoare și 16 vase mici au părăsit Falmouth, Cornwall la 14:00 pe 26 martie 1942. Ele au format un covoi cu trei linii de deplasare, cu distrugătoarele la mijloc. Când aveau să ajungă la St Nazaire, vedetele rapide din partea stângă trebuiau să se îndrepte spre vechiul dig, să debarce comandourile în vreme ce vedetele de pe partea dreaptă trebuiau să se îndrepte spre intrarea veche în bazin și să execute la rândul lor debarcarea celor de la bord. Pentru că nu aveau o rază de acțiune suficient de mare, vedetele urmau să fie remorcate spre țintă de Campbeltown și Atherstone.
În dimineața zilei de 27 martie, Tynedale a raportat prezentă unui submarin german la suprafață și a deschis focul asupra lui. Cele două distrugătoare de escortă au părăsit convoiul ca să atace cu grenade de adâncime submarinul, identificat mai târziu ca fiind cel cu indicativul U-593. Submarinul s-a scufundat rapid și a fost atacat fără succes cu încărcături explozive de adâncime. Distrugătoarele s-au întors în convoi la ora 09:00. Convoiul a întâlnit mai apoi două traulere franțuzești. Echipajele franceze au fost luate la bord iar vasele lor de pescuit au fost scufundate. Comandantul convoiului s-a temut ca pescarii să nu dezvăluie germanilor numărul și direcția de deplasare a vaselor britanice. La ora 17:00, convoiul a fost informat că în zonă se află cinci vedete torpiloare germane. După două ore, comandantul convoiului a fost informat că în sprijinul său se îndreaptă cu toată viteza două distrugătoare din clasa Hunt, HMS Cleveland și HMS Brocklesby.
Convoiul a ajuns la 120 km de St Nazaire la 21:00 și și-a schimbar cursul spre estuar. În acest timp, distrugătoarele Atherstone și Tynedale au rămas să patruleze în larg. Convoiul a adoptat o nouă formațiune de deplasare, cu vedetele rapide și două torpiloare în frunte, urmate de Campbeltown. Restul vedetelor au format două coloane care aveau plasate la mijloc distrugătorul În cursul deplasării, vedeta ML 341, care a avut probleme la motor, a fost abandonată. La ora 22:00, submarinul Sturgeon (Sturionul) și-a direcționat undele emițătorului de ghidaj spre convoi pentru al ghida. Cam în același timp, Campbeltown a arborat pavilionul geman, încercând astfel să îi păcălească pe observatorii germani.
La 23:30 pe 27 martie, cinci escadrile RAF (din care făceau parte 35 de bombardiere Whitley și 27 Wellington) au declanșat atacurile aeriene de diversiune. Bombardierele trebuiau să zoboare la peste 6.000 de picioare pentru aproximativ 60 minute pentru ca să distragă atenția apărării germane de la convoiul care se apropia pe mare. Bombardierele aveau ordin să lanseze bombele doar împotriva unor ținte militare foarte clar identificate și să lanseze doar o bombă odată. În timpul atacului însă, condițiile meteo nefavorabile (portul era acoperit aproape în întregime de nori) au făcut ca doar patru avioane să bombardeze obiectivele din St Nazaire. Alte șase avioane au reușit să atace ținte din apropiere.
Comportamentul ciudat al bombardierelor l-a pus pe gânduri pe căpitanul Mecke. La miezul nopții el a emis un avertisment cu privire la o posibilă parașutare a trupelor inamice în zonă. La ora 01:00 a zilei de 28 martie, el a ordonat ca toate bateriile antiaeriene să înceteze focul, iar proiectoarele de căutare să fie stinse, pentru ca să nu fie folosite pentru localizarea portului. Toată garnizoana germană a fost plasată în stare de alertă maximă. Companiile defensive ale portului și echipajele navelor au fost scoase din adăposturile antiaeriene și trimise la posturi. În timpul acestor manevre, un observator a raportat existența unei activități suspecte pe mare. Prin urmare, Mecke a luat în calcul posibilitatea unei debarcări și a cerut militarilor din subordine să manifeste o atenție maximă și supravegherea specială a căilor de acces spre port.

### Lovirea frontală a docului uscat

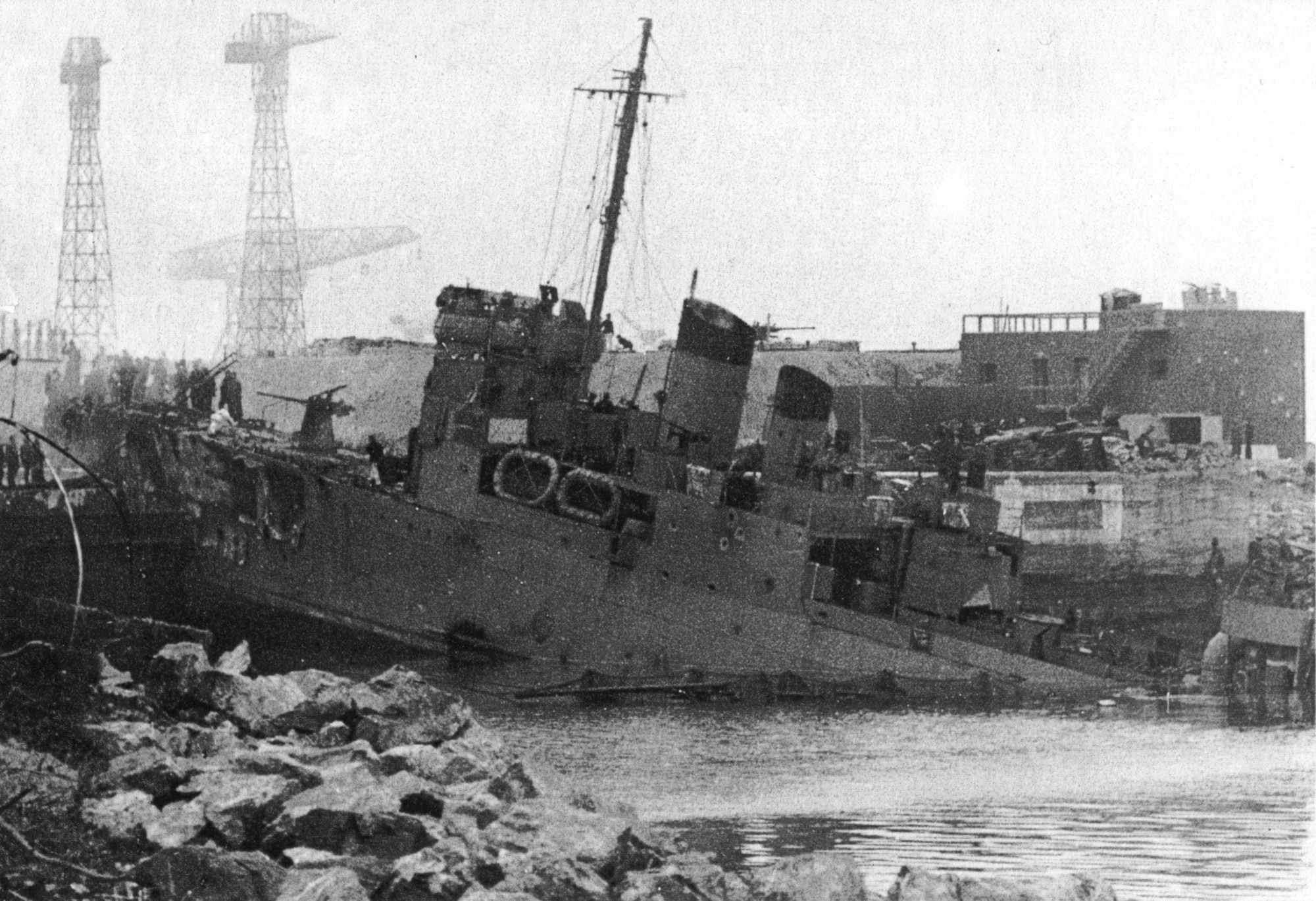
HMS Campbeltown blocat în porțile docului

La ora 00:30 a zilei de 28 martie, convoiul a traversat zona bancurilor de nisip de la intrarea în estuarul Loarei, Campbeltown reușind să treacă cu o oarecare greutate de două dintre ele. Mai aveau de mers aproximativ opt minute până la doc când întregul convoi a fost iluminat de luminile de căutare aprinse simultan pe ambele maluri ale estuarului. De pe mal germanii au cerut prin semnale luminoase navelor să se identifice.
Vedeta MGB-314 a răspuns printr-un răspuns codificat obținut de la un trauler german capturat în timpul misiunii Vagsoy. O baterie de coastă a tras mai multe lovituri împotriva vaselor britanice și atât Campbeltown cât și MGB-314 au emis semnale luminoase: „Asupra vasului s-a deschis focul de către forțe proprii". Aceste măsuri de înșelare a inamicului le-a mai dat vaselor din convoi un răstimp, până când germanii au înțeles situația și au deschis focul cu toate piesele de artilerie din golf. La ora 01:28, când convoiul se afla la 1,5 km de porțile docului, comandantul Beattie a ordonat coborârea drapelului german și arborarea pavilionuli britanic al Marinei Regale. Intensitatea focului german a crescut, iar convoiul a răspuns la rândul lor.
Din acest moment, vasele convoiului se aflau în pozițiile din care puteau ataca țintele ordonate și au deschis focul împotriva bateriilor de artilerie și a proiectoarelor de căutare. Campbeltown a fost lovit de mai multe ori și a mărit viteza până la 35 km/h. Timonierul a fost ucis, înlocuitorul lui a fost rănit grav și a fost înlocuit la rândul lui. Deși era orbit de luminile de căutare, Beattie știa că este aproape de țintă. În vreme ce vedetele făceau cale întoarsă în estuar, Campbeltown a depășit vechiul dig, a rupt plasele antitorpile care apărau intrarea în doc și a lovit porțile la 01:34, cu întârziere de trei minute față de plan. Forța impactlui a ridicat distugătorul 10 m pe porțile docului.

### Debarcările de peCampbeltownși vedete

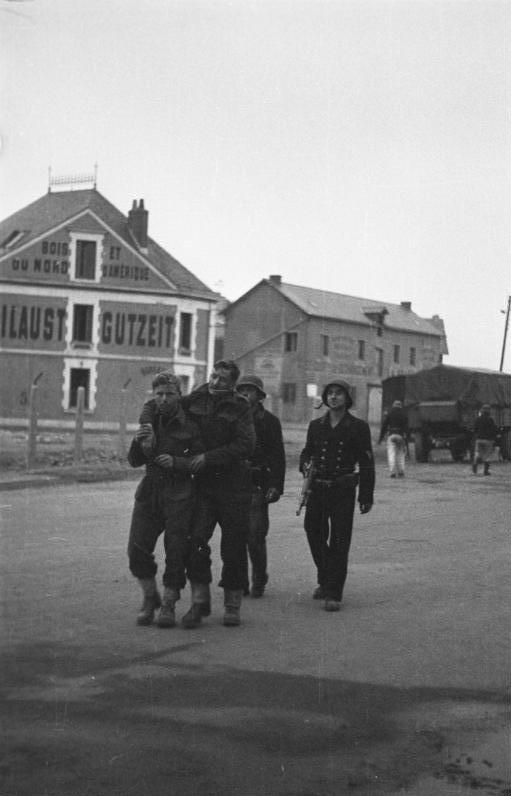
Doi membri răniți ai comandourilor escortați de germani

Comandourile de pe Campbeltown au debarcat în ordine: două echipe de asalt, cinci echipe de demolare și un grup înarmat cu mortiere. Trei echipe de demolare trebuiau să distrugă instalațiile de pompare și alte instalații asociate. Căpitanul Donald Roy („Moșierul” costumat cu kilt) și cei 14 oameni ai lui din echipa de asalt aveau sarcina să distrugă cele două baterii de artilerie plasate pe acoperișul casei pompelor și să asigure siguranța podului pe care urmau să se retragă camarazii după terminarea misiunii în zona docului. Căpitanul Roy și sergentul Don Randall au folosit scări de asalt pentru ca să ajungă la tunuri, pe care le-au scos din funcțiune cu grenate, după care s-au grăbit să cucerească podul, ceea ce le-a permis echipelor de demolarea ale căpitanului Bob Montgomery și locotenentului Corran Purdon să părăsească zona.
Ei au pierdut 4 oameni în aceste acțiuni. A cincea echipă de demolare a reușit la rândul ei să își îndeplinească sarcinile, însă cu prețul pierderii a aproape jumătate din efective. Celelalte două comandouri nu au înregistrat succese. Vedetele care transportau grupurile unu și doi au fost aproape distruse în timp ce se apropiau de obiectiv. Echipajul de pe ML 457 a fost singurul care a reușit să își debarce comandoul la vechiul dig. Vedeta ML 177 a fost singura care a reușit să ajungă la porțile vechii intrări în bazin. Această ultimă echipă debarcată a reușit să plaseze încărcături explozive pe două remorchere ancorate în bazin.
Mai eau doar două vedete în zonă. ML 160 a depășit docul și a atacat ținte din amonte. ML 269 a fost avariată și se învârtea în cercuri. Între timp, echipajul de pe Campbeltowna deschis valvele de sabordare și s-a adunat pupa pentru ca să fie evacuați de vedete. Vedeta ML 177 a evacuat 30 de oamnei, printre care Beattie și câțiva răniți. Maiorul Copland a evacuat răniții la digul vechi, fără să știe că nu mai era disponibilă nicio vedetă care să asigure evacuarea lor.
Locotenent-colonelul Newman aflat la bordul vedetei nu trebuia să debarce, dar a fost totuși printre primii care a debarcat. Una dintre primele sale acțiuni a fost să deschidă focul de mortiere împotriva bateriilor de artilerie de pe acoperișul adăpostului submarinelor. Artileriștii germani produseseră deja pierderi grele comandourilor. De asemenea, el a direcționat focul mitralierelor împotriva traulerului înarmat german, care a fost forțat să se retragă în amonte. Newman a organizat lupta care i-a oprit pe germanii care soseau ca întăriri, ceea ce le-a permis echipelor de demolare să își ducă la bun sfârșit misiunile.

Newman și-a dat seama la un moment dat că nu mai este posibilă evacuarea pe mare. Atunci mai erau  neevacuați aproximativ 100 de membri ai comandourilor. El i-a adunat pe toți și le-a dat trei ordine:

Să facem tot e posibil să ne întoarcem în Anglia;

Să nu ne predăm până când nu ni se termină muniția;

Să nu ne predăm dacă putem să fim de ajutor.

Newman și Copland au condus un atac dinspre orașul vechi peste podul  măturat de focul mitralierelor spre orașul nou. Comandourile au încercat să se strecoare pe străzile înguste și să iasă în zona rurală din vecinătate, dar au fost în cele din urmă încercuiți. După ce și-au terminat muniția, militarilor britanici nu le-a rămas decât opțiunea capitulării. Nu toți membrii comandourilor au fost luați prizonieri. Cinci dintre ei au reușit să ajungă în Spania neutră, de unde s-au reîntors în Anglia.

### Vedetele

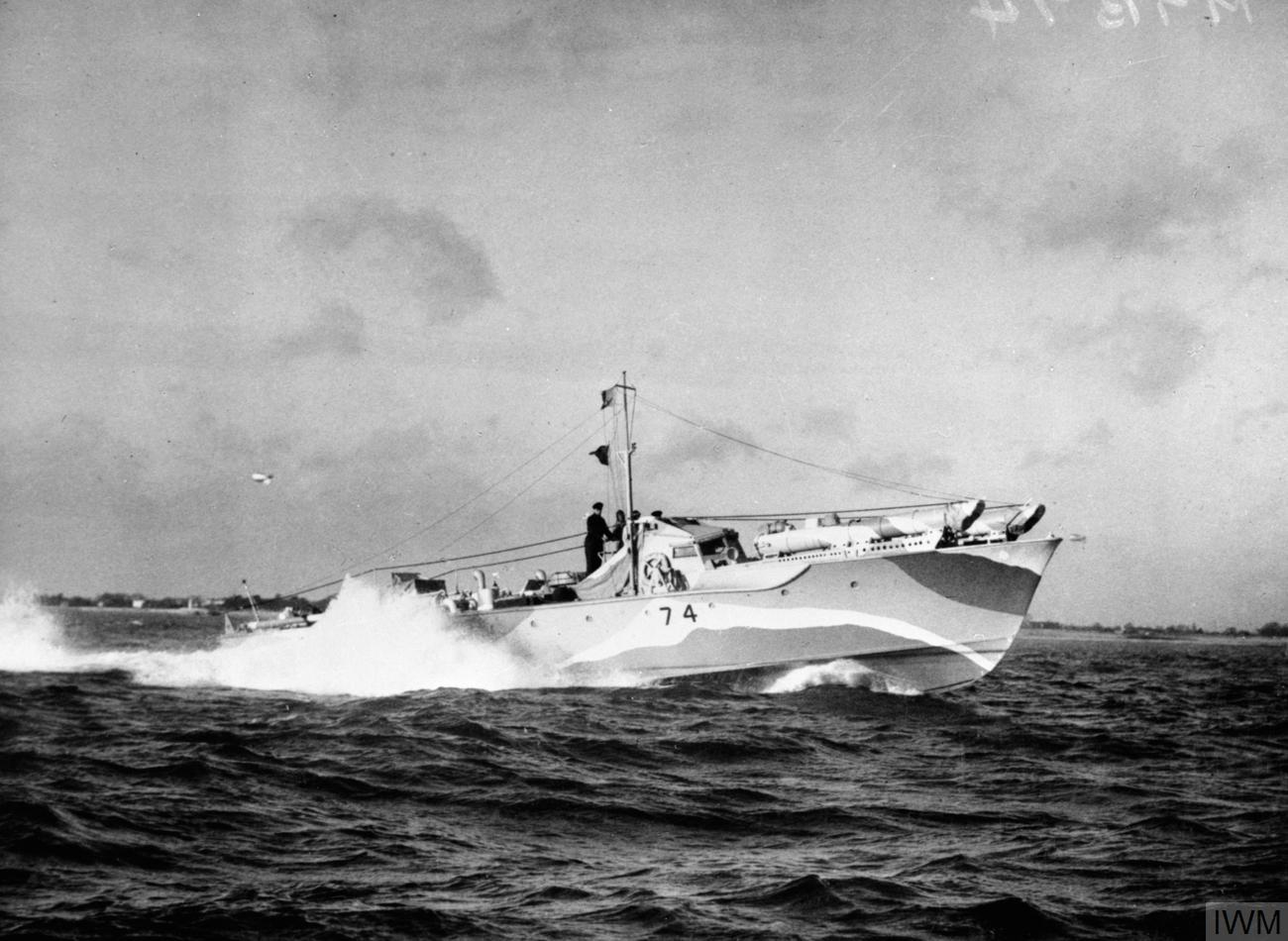
Vedeta torpiloare MTB 74.

Cele mai multe vedete rapide au fost distruse în timpul intervenției și ardeau pe râu. Prima vedetă din coloana din tribord (dreapta) a fost prima care a fost incendiată. Echipajul său a reușit să o conducă până la vechiul dig. Unele dintre vedetele din tribord au reușit să navigheze până la obiective și să își debarce comandourile. Vedeta din fruntea coloanei din babord ML 443 a reușit să se apropie la aproape 10 m de dig și, supusă focului puternic inamic, a luat foc. Echipajul a fost salvat de ML 160, una dintre vedetele torpiloare care erau destinate distrugerii unor ținte precum cele două petroliere aflate în port. Pentru vitejia arătată în luptă, comandanții celor două vedete au fost decorați cu Ordinul Serviciului Distins. Restul vaselor coloanei din babord au fost distruse sau avariate grav mai înainte ca să își atingă obiectivele. Vedetele rapide ML 192 și 262 au fost incendiate. De pe aceste vase au mai spuraviețuit numai șase oameni.  Vedeta ML 268 a explodat. A supraviețuit un singur membru al echipajului.
ML 177, vedeta care a reușit să preia o parte a echipajului de pe Campbeltown, a fost scufundată în timp ce încerca să iasdin estuar. Vedeta ML 269 a avut greaua sarcină să navigheze cu viteză maximă în amonte și aval pentru ca să atragă focul inamic  departe de comandourile care debarcau. La scurtă vreme după ce a depășit distrugătorul Campbeltown, vedeta a fost lovită și cârma i-a fost avariată. Echipamul a avut nevoie de zece minute să o repare. După aceasta, vedeta și-a continuat patrularea și a deschis focul asupra traulerului înarmat. Echipajul german al traulerului a răspuns cu foc și a reușit să incendieze motorul vedetei britanice.

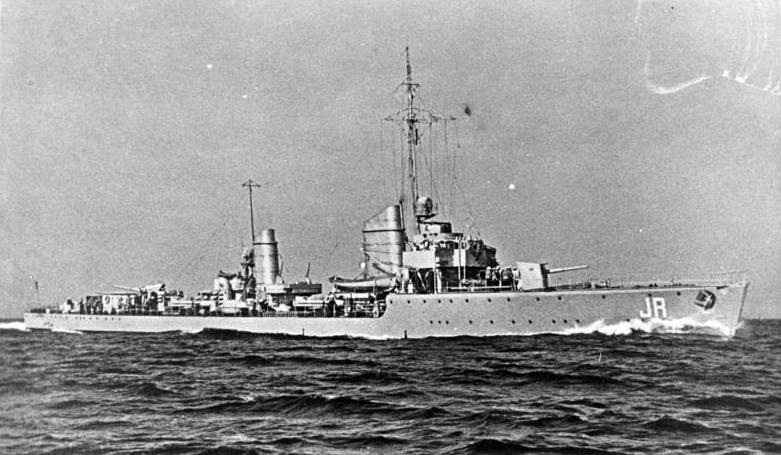
Vedeta torpiloare germană Jaguar.

Vedeta ML 306 a fost supusă unui foc intens al inamicului atunci când a ajuns în apropierea portului.  Sergentul Thomas Durrant din comandoul nr. 1 a deschis focul cu mitraliera grea Lewis asupra cuiburilor de mitralieră și proiectoarelor de căutare de pe mal. În timpul schimbului de focuri a fost rănit, dar a refuzat să își părăsească postul de luptă. După a reușit să iasă din estuar, ML 306 a fost atacată de la mică distanță de vedeta torpiloare germană Jaguar. Sergentul Durrant a măturat cu focul mitralierei puntea torpilorului german și, deși a fost din nou rănit, a continuat lupta în ciuda apelurilor comandantului german, care le cerea britanicilor să înceteze lupta și să se predea. Durrant a tras încontinuu încărcător după încărcător, refuzând să se predea chiar și după ce vedeta sa a fost abordată de germani. Durrant a murit în urma rănilor suferite. Faptele sale de arme au fost recunoscute de comandantul german al vedetei Jaguar, iar sergentul a fost decorat  postum cu Crucea Victoria.

După ce grupurile de comando au debarcat, comandantul Ryder a verificat personal dacă Campbeltown se blocase conform așteptărilor în porțile docului. Unii dintre membrii echipajului său au fost luați la bordul unei vedete torpiloare. Ryder s-a reîntors pe distrugător și a ordonat vedeti să își continue misiunea și să torpileze porțile de la intrarea veche în bazin. După ce misiunea de torpilare a fost executată cu succes, Ryder a ordonat vedetei să plece. În timp ce se retrăgea spre ieșirea din estuar, vedeta s-a oprit să salveze supraviețuitorii de pe un vas care se scufundase și a fost la rândul ei lovită și incendiată. În dreptul docurilor, vedeta canonieră se piziționase în mijlocul râului, de unde ataca bateriile de tunuri inamice. Comandantul Ryder a raportat că 
 „Rata focului de sprijin s-a făcut în mod evident simțită, iar comandourile din  regiunea docului Tirpitz au copleșit fără doar și poate rezistența din acea zonă. A avut loc o scădere apreciabilă a focului inamicului.”

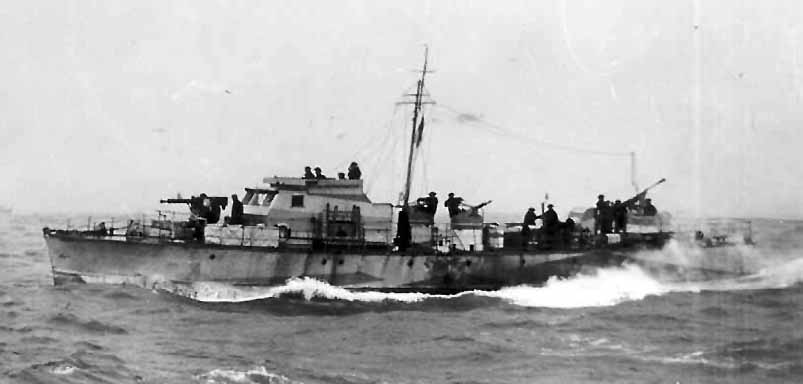
Vedeta canonieră MGB 314.

Ryder nu a putut vedea pe mare decât șapte sau opt vedete britanice incendiate. După ceva vreme, el și-a dat seama că vechiul dig și intrarea în bazin fuseseră recucerite de germani. Nu se mai putea face nimic pentru comandouri, așa că a decis să părăsească estuarul și să se îndrepte spre marea deschisă. Pe drumul de ieșire, vasul său a fost prins neîncetat în razele proiecoarelor de urmărire și a fost lovit cel puțin de șase ori de focul bateriilor germane. Când a ajuns în dreptul vedetei ML 270, Ryder i-a ordonat să i se alăture, iar echipajele vedetelor au lansat perdele de fum pentru protejarea retragerii.
Când au ajuns în largul mării, vedetele au ieșit din raza de acțiunea a tunurilor germane de mic calibru, dar au continuat să fie atacate de artileria de coastă de mare calibru. Vasele britanice ajunseseră la 6 km de țărm, când atileria germană a lansat ultima salvă, ucigând la post unul dintre marinari, Savage. Pentru bravura arătată în luptă, el a fost decorat postum cu Victoria Cross. În ordinul de decorare li se recunoștea eroismul atât lui Savage, cât și „numeroșilor membri anonimi ai echipajelor vedetelor canoriere, torpiloare și rapide care au continuat să  își îndeplinească sarcinile în poziții expuse, sub focul de la mică distanță al inamicului.”

### Reîntoarcerea la baze

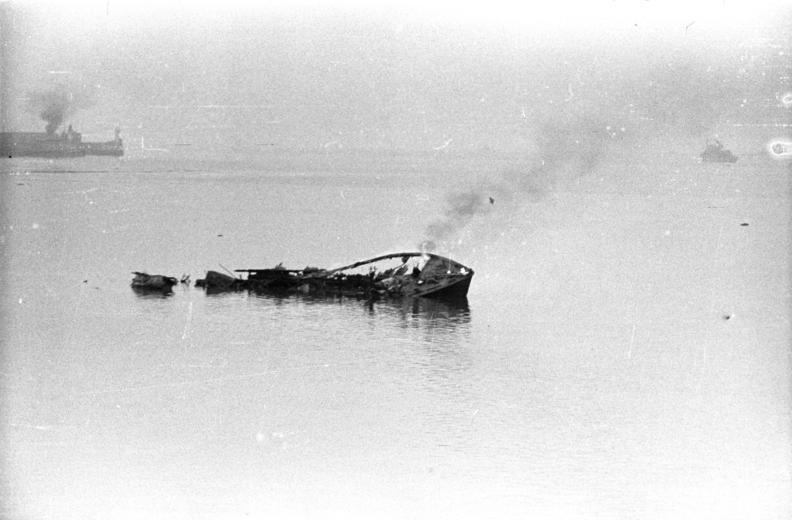
Resturile unei vedete rapide neidentificate, 28 martie 1942.

La ora 6:30, cinci vedete torpiloare, pe care convoiul le evitase în ziua precendetă, au intrat în raza vizuală a distrugătoarelor britanice HMS Atherstone și Tynedale. Cele două distrugătoare s-au îndreptat spre ele și au deschis focul de la o distanță de 7 mile. După zece minute, vasele germane s-au îndepărtat cu viteză mare, lăsând în urmă o perdea de fum. Distrugătoarele au identificat vedetele canoniere și cele două vedete rapide la scurtă vreme după aceasta. După ce au ajuns în dreptul lor, au transferat răniții pe Atherstone. Pentru nu mai existau informații despre alte vedete rapide care s-ar fi putut reîntoarce la baze, micul convoi nu a mai așteptat în zonă și a plecat spre Anglia. În zonă au fost trimise distrugătoarele din clasa „Hunt” HMS Brocklesby și HMS Cleveland. Ele au fost reperate de un hidroavion de cercetare Heinkel 115 al Luftwaffe.
Următorul avion care a ajuns în zonă, un Junkers 88, a fost atacat de avionul greu de vânătoare RAF Bristol Beaufighter, care patrula în zonă. În urma luptelor, ambele avioane germane au fost doborâte și s-au prăbușit în mare. Alte avioane germane care au încercat să intervină au fost obligate să se retragă după atacul avioanelor de vânătoare RAF și ale pazei de coastă. În condițiile în care vremea se deteriora cu repeziciune, comandantul Sayer era îngrijorat îngrijorat în acel moment nu de doar amenințarea germană, dar și de incapacitatea vaselor mici să continue drumul cu viteza necesară. În aceste condiții, el a hotărât ca vedetele să fie sabordate, iar echipajele să fie transferate pe distrugătoare.
Doar trei vedete rapide au reușit să să reîntoarcă in Anglia: ML 160, ML 307 și ML 443. Cele trei vedete au ajuns la punctul de întâlnire și au așteptat până la ora 10:00 să apară distrugătoarele, care însă părăsiseră zona mai devreme. Cum aceste vedete fuseseră deja atacate de germani, comandanții lor au hotărât să înainteze în Altantic, cât mai departe de raza de acțiune avioanelor germane.  Un avion Junkers 88 le-a survolat la joasă înălțime la 07:30. Vedetele au deschis focul, iar avionul german fiind lovit la nivelul carlingii s-a prăbușit în mare. A urmat un hidroavion Blohm + Voss, care a încercat să lanseze câteva bombe dar, după ce a fost avariat de focul mitralierelor antiaeriene, a părăsit zona. Cele trei vedete au ajuns în Anglia a doua zi, navigând fără ca să fie escortate de distrugătoare.

### Explozia distrugătoruluiCampbeltown

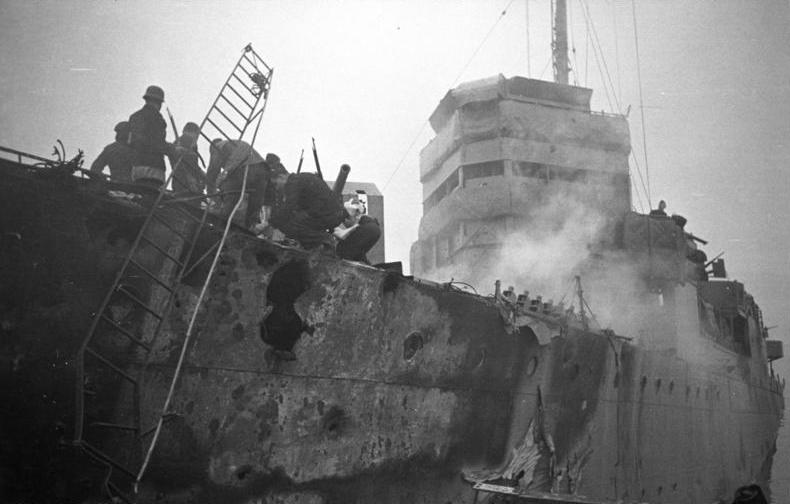
Vedere de aproape a distrugătorului HMS Campbeltown după încheierea raidului. Sunt vizibile avariile produse corpului navei și suprastructurii. Pe punte sunt mai mulți militari germani.

Încărcăturile explozive din coca HMS Campbeltown au fost detonate pe 28 martie 1942, la prânz, iar docul uscat a fost distrus. Există versiuni diferite cu privire la soarta celor două petroliere aflate în doc. Ele au fost ori măturate de valul de apă rezultat din explozie și scufundate, ori aruncate de același val la celălalt cap al docului, avariate, dar nu și scufundate.
40 de ofițeri superiori și civili germani care se aflau la bordul Campbeltown în momentul exploziei au fost uciși. În total, explozia a ucis 260 de oameni. Epava distrugătorului Campbeltown a putut fi fotografiată în interiorul docului uscat de un avion de recunoaștere RAF la câteva luni după raid.
Conform spuselor căpitanului de geniu Robert Montgomery, care a debarcat împreună cu comandoul nr. 2, încărcătura explozivă de pe Campbeltown trebuia să fi fost detonată la 16:30. Întârzierea a putut fi provocată, după părearea căpitanului, de acidul din detonator, care s-ar fi evaporat. A doua zi după atac, tot mai mulți soldați britanici au fost luați prizonieri și au fost aduși alături de Montgomery pentru ca să fie interogați.
Chiar înainte ca Campbeltown să explodeze, Sam Beattie era interogat de un ofițer de marină german care spunea că nu va lua mult timp până vor fi reparate avariile pe care le cauzase Campbeltown. Chiar în acel moment, distrugătorul a explodat. Beattie i-a zâmbit ofițerului și a spus, Nu suntem chiar atât de proști pe cât ne credeți!
La o zi după explozie, muncitorii  de la Organizația Todt au fost trimiși să curețe dărâmăturile și resturile. Pe 30 martie, ora 16:30, torpilele lansate de vedeta MTB 74 și care aveau montate declanșatoare cu întârziere, au explodat la intrarea veche în bazin. Explozia a pus în stare de alarmă garnizoana germană. Muncitorii Organizației Todt au fugit din zona docului. Militarii germani de pază au confundat uniformele muncitorilor cu uniformele comandourilor britanice și au deschis focul, ucigând mai mulți dintre ei. Germanii credeau că mai există încă soldați britanici care s-ar ascunde în clădirile din oraș și, în timpul căutărilor, au ucis mai mulți civili.

## Urmări

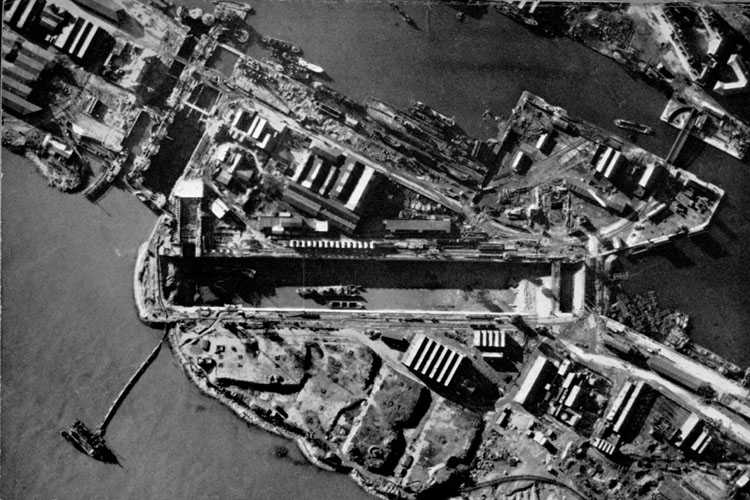
Docul Normandie la câteva luni de la raid. Epava distrugătorului HMS Campbeltown poate fi văzută în interiorul docului.

Explozia a scos din funcțiune docul uscat până la sfârșitul războiului. Raidul de la St Nazaire a fost un succes, dar cu costuri umane și materiale mari. Din cei 622 de marinari și membri ai comandourilor care au luat parte la raid, doar 228 de oameni s-au reîntors în Anglia. Cinci militari au reușit să treacă granița în Spania neutră de unde au ajuns în Gibraltar. 169 de miliari au fost uciși (105 marinari și 64 militari de comando), iar alți 215 au fost luați prizonieri (106 marinari și 109  militari de comando). Prizonierii au fost internați mai întâi la La Baule, după care au fost trimiși la Stalag 133 de la Rennes. Militarii care au murit au fost îngropați cu onoruri militare în cimitirul din Escoublac-la-Baule, la 13 km de Nazaire.
Ca o recunoaștere a eroismului demonstrat în luptă, au fost acordate 89 de decorații participanților la raid. Printre acestea se numără cinci Cruci Victoria acordate comandantului Beattie, locotenent colonelului Newman, comandantului Ryder și, postum, sergentului Durrant și marinarului brevetat Savage. Patru soldați britanci au fost decorați cu Crucea de război franceză, iar 51 au fost citați prin ordin de zi.
Adolf Hitler a fost înfuriat de reușita britanicilor, a căror flotilă a navigat pe Loara fără să poată fi oprită. Prima sa reacție a fost demiterea Generaloberst Carl Hilpert, șeful statului major al armatei Europa Occidentală. Raidul a redus în atenția germanior problema Zidului Atlanticului. O atenție specială a fost acordată întăriri protecției porturilor, pentru ca raiduri precum cel de la St Nazaire să nu se mai repete. Din iunie 1942, germanii au început să folosească pozițiile betonate pentru fortificarea amplasamentelor și tunuri, construind o serie de buncăre, folosit până atunci doar pentru adăposturile submarinelor. Hitler și Albert Speer au pus la punct în august 1942 un plan pentru construirea a 15.000 de buncăre până în mai 1943, pentru apărarea țărmului Atlanticului de la Norvegia până în Spania.
Cuirastul Tirpitz nu a navigat în Atlantic. El a rămas în fiordurile norvegiene, de unde amenința transporturile navale aliate. În cele din urmă, pe 12 noiembrie 1944,  Tirpitz  a fost distrus de un raid al RAF.

## În memoria raidului

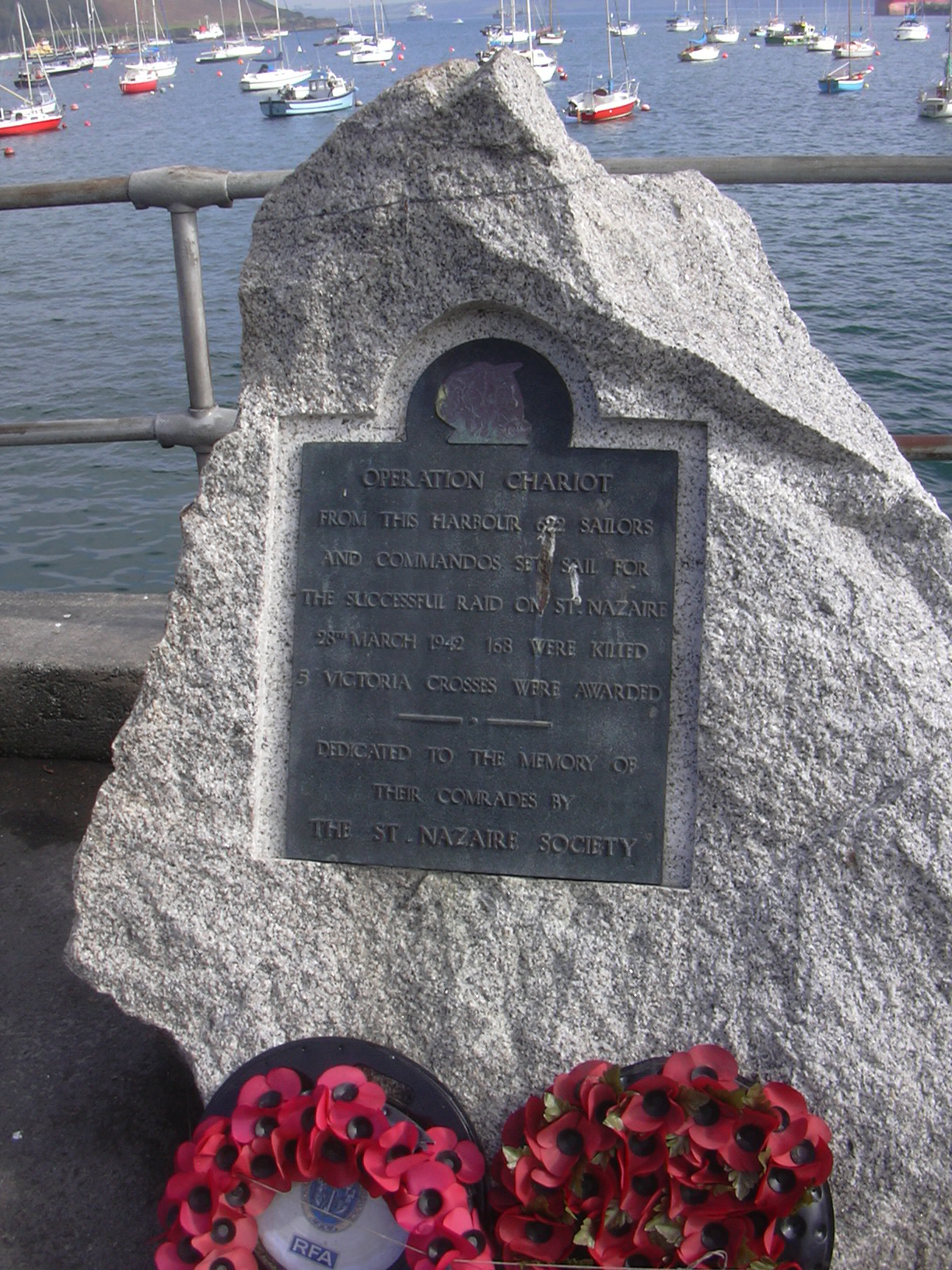
Memorialul „St Nazaire” dela Falmouth

St Nazaire a fost unul dintre cele 38 bătălii al căror nume sunt brodate pe drapelul de luptă al comandourilor după război. Raidul a fost numit de atunci „Cel mai mare raid dintre toate”. Supraviețuitorii au format propria asociație, „Societatea St Nazaire”, care se remarcă prin acțiunile de caritate desfășurate în Regatul Unit.
Memorialul ridicat la Falmouth are următoarea inscripție:
OPERATION CHARIOT

FROM THIS HARBOUR 622 SAILORS

AND COMMANDOS SET SAIL FOR

THE SUCCESSFUL RAID ON ST. NAZAIRE

28th MARCH 1942  168 WERE KILLED

5 VICTORIA CROSSES WERE AWARDED

———— • ————

DEDICATED TO THE MEMORY OF

THEIR COMRADES BY

THE ST. NAZAIRE SOCIETY
O fregată de tip 22 a fost lansată pe 7 octombrie 1987 și a fost botezată Campbeltown. Fregata a primit și clopotul distrugătorului Campbeltown, clopot care a fost recuperat în timpul raidului și fusese oferit în dar orașului Campbelltown, Pennsylvania la sfârșitul războiului. În  1988, cetățenii din Campbelltown au fost de acord să împrumute clopotul noi nave atâta vreme cât fregata va fi în serciulu activ al Royal Navy. Clopotul a fost returnat orașului pe 21 iunie 2011, când HMS Campbeltown a fost dezafectat.

Pe 4 septembrie 2001, a fost plantat un copac în Parcul dendrologic Mermorialul Național de la Alrewas în cinstea participanților la raid. Inscripția este dedicată:
In memory of the Royal Navy Sailors and Army Commandos killed in the raid on St Nazaire on 28 March 1942